# Processus collaboratif pair à pair
Le processus collaboratif pair à pair (en anglais : Social peer-to-peer process) décrit une forme décentralisée de travail collaboratif reposant sur des principes proches des réseaux informatique pair-à-pair. Les collaborateurs ne sont pas soumis à une autorité hiérarchique et chacun est libre de contribuer sans sélection préalable. Ils sont unis par un projet commun ou un bien commun que peut produire le groupe. Enfin, il n'existe pas de collaborateurs indispensables, même s'il  peut exister des plus ou moins gros contributeurs.